# Los métodos de Sima

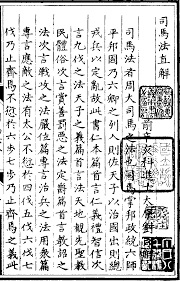
La primera página de la antigua obra de ciencia militar titulada Sima fa (Sze-ma fa). Edición del período Ming.

Los métodos de Sima (en chino simplificado y tradicional, 司马法; pinyin, Sīmǎ Fǎ, también conocido como El arte de la guerra del mariscal) es un texto que trata sobre leyes, regulaciones, políticas gubernamentales, organización militar, administración militar, disciplina , valores básicos, tácticas y estrategia. Se considera que es uno de los siete clásicos militares de la antigua China. Fue desarrollado en el estado de Qi durante el siglo IV a. C., durante el período de los reinos combatientes.

## Enfoque general
En la dinastía Han del Este los métodos del Sima se clasificó como un trabajo que describe los ritos y la corrección (禮), en gran medida porque discute los métodos de organización, administración y disciplina mucho más profundamente que la estrategia o las tácticas del campo de batalla. Los Métodos de la Sima rara vez discuten los problemas directos relacionados con el comando del campo de batalla, sino que se refieren a sí mismos con la forma de iniciar, administrar y administrar las campañas militares. Las discusiones limitadas de estrategia y táctica que aparecen en el trabajo son amplias, generales y comunes a los otros Siete Clásicos Militares. [1] El texto enfatiza la diferenciación ritual entre los ámbitos militar y civil (wen y wu), y marca complementariedad de los dos (por ejemplo, 天子 之,,, 也 也).

### La justificación de la guerra
Los métodos del Sima promueven la opinión de que la guerra es necesaria para la existencia del Estado, que proporciona los medios principales para castigar el mal y rescatar a los oprimidos, y que su explotación concienzuda es la base del poder político. Establece que se debe mantener un equilibrio entre la guerra y la paz para la prosperidad del Estado: que aquellos estados que descuiden sus ejércitos perecerán tan rápido como aquellos estados que recurren a la guerra con demasiada frecuencia. El libro promueve la opinión de que la guerra es un desafortunado necesario para la paz.
Los colaboradores de los Métodos de la Sima enfatizan que los roles civiles y militares apropiados deben distinguirse debido a sus valores contradictorios. La cultura civil es considerada severa, remota y lánguida, que otorga valor en cortesía y benevolencia, mientras que la cultura militar se considera severa, severa y activa, colocando el valor en orden y disciplina. Los escritores de los Métodos enfatizan que la Virtud (德) del pueblo declinará tanto cuando los civiles actúen de forma apropiada para los soldados como cuando los soldados actúen de manera apropiada para los civiles. El Rey debe comportarse de manera diferente en estas dos esferas y esperar cosas diferentes de sus ciudadanos. En la vida civil, debe cultivar a las personas a través de la educación y la promoción de la cultura regional.
Los Métodos de la Sima enfatizan que la única justificación para la guerra es la asistencia de la gente común. Debido a que la guerra debe beneficiar a las personas de todos los estados involucrados en un conflicto para ser legítimos, las naciones deben evitar enfrentamientos que perjudiquen a las personas de los estados enemigos, y las acciones que puedan antagonizar a un pueblo sujeto están severamente prohibidas. Debido a que identifica la única justificación para la guerra como la erradicación del mal del gobierno, los Métodos alientan a los comandantes a participar en formalidades ceremoniales y acusatorias antes de comenzar una campaña, y hace que sea una necesidad vital que los soldados comprendan la naturaleza virtuosa de su misión. Estas políticas promueven los objetivos utilitarios de fortalecer la moral y debilitar la resistencia del enemigo.

### La importancia de la disciplina
El texto indica que un ejército que está perfectamente unificado tiene la mayor posibilidad de éxito. Esto requiere que el Emperador y sus representantes impongan una disciplina estricta. Las leyes deben ser claras y coherentes y aplicarse con total imparcialidad. También debe haber una preocupación activa por la interrupción y la sedición. Los comandantes deben estar al tanto de los rumores y dudas y abordarlos con prontitud. También deben ser capaces de liderar con el ejemplo. Las armas y las tácticas deben estudiarse con extrema minuciosidad. Las armas enemigas pueden ser copiadas si son superiores.
Los colaboradores del libro elaboran de manera significativa la naturaleza de la disciplina militar. Las recompensas y los castigos son necesarios para dar forma a las acciones de los militares. Debido a que una persona digna puede volverse auto-importante e interrumpir la integridad de los militares si la recompensa es excesiva o impredecible, las recompensas deben ser apropiadas y consistentes para que sean más efectivas. El castigo también debe ser considerado cuidadosamente. Cuando el ejército experimenta un fracaso, el comandante debe alentar a todos a aceptar la responsabilidad, incluido él mismo. Si elige un oficial, las tropas podrían inferir que el oficial solo es responsable y evitar mejoras.

## Autoría

### Autenticidad
No hay consenso sobre quién compuso los Métodos del Sima. Tanto Sima Qian como los historiadores modernos sugieren que probablemente se compiló a partir de varios tratados militares existentes presentes en el estado de Qi en el siglo IV a. C., a mediados del período de los Estados Combatientes. Si los Métodos de la Sima se compilaron a partir de otras escrituras militares preexistentes, el origen de sus textos componentes no puede conocerse con certeza.
En la actualidad, debido a que solo existen cinco de los 155 capítulos informados en la dinastía Han, todas las ediciones de los Métodos de la Sima parecen ser restos de un trabajo más extenso y extenso. El libro ha sido fielmente transmitido desde al menos el tiempo de la dinastía Tang, pero el número dispar de capítulos existentes hizo que los eruditos de la dinastía Qing (en particular) atacaran el libro como espurios. Los estudiosos modernos generalmente respaldan la autenticidad del texto.

### Sima Ranju
Uno de los nombres alternativos para el libro es "Los métodos de Sima Rangju", basado en la descripción de la obra de Sima Qian como atribuida en gran parte al famoso general Qi del siglo IV antes de Cristo, Sima Rangju. Sima Qian afirma que, después de la muerte de Sima Rangju, el rey Wei de Qi (r.356-320 aC) recopiló todas las escrituras militares más famosas que existían en Qi, de las cuales las escrituras de Sima Rangju eran un componente principal. Según Sima Qian, el libro resultante fueron los Métodos de la Sima.

### Otros escritores de Qi
Otra visión, promovida por eruditos modernos como Liu Yin, fue que el material central presente en los Métodos de la Sima fue creado durante el reinado del Duque Huan de Qi (6685-643 aC), guiando con éxito al Duque Huan en sus esfuerzos convertirse en un hegemón regional (霸). Un siglo más tarde, el duque Jing de Qi (r.547-490) usó el trabajo en su exitoso esfuerzo por retomar la tierra que Qin había perdido anteriormente y someter a otros señores feudales. Según esta teoría, los textos utilizados por estos gobernantes fueron recopilados y compilados durante el reinado del rey Wei de Qi, y el libro resultante llegó a conocerse como los Métodos de la Sima.
Hay otros escritores históricos asociados con los clásicos militares chinos cuyas obras pueden haber contribuido a los Métodos de la Sima. Debido a que el escritor Sun Bin era pariente de Sima Rangju, y debido a que Sun Bin sirvió a Qi como asesor militar en el siglo IV a. C., alrededor del tiempo en que se compilaron los Métodos del Sima, algunos eruditos teorizan que las escrituras de Sun Bin pueden han contribuido a los Métodos de la Sima. Debido a que todas las fuentes identifican los Métodos de la Sima con el estado de Qi, y debido a que Jiang Ziya fue engañado como el Duque de Qi poco antes de su muerte, otros estudiosos creen que la tradición de los escritos de Jiang Ziya puede haber contribuido a la compilación del libro. Debido a que los orígenes del libro son enigmáticos, la autoría de los Métodos del Sima no puede ser probada ni refutada.